# Язвище (Тверская область)
Язвище — деревня в Спировском районе Тверской области.

## География
Находится в центральной части Тверской области на расстоянии приблизительно 9 км по прямой на юго-восток от районного центра поселка Спирово.

## История
Деревня была отмечена как Язвищи ещё на карте Менде (состояние местности на 1848 год) на территории Новоторжского уезда. До 2021 года входила в состав Пеньковского сельского поселения Спировского района до его упразднения.

## Население
Численность населения: 6 человек (русские 83 %) в 2002 году, 3 в 2010.